# Дайнова Большая
Дайнова́ Больша́я (бел. Дайнава́ Вялі́кая; Вялі́кая Дайнава́) — деревня в Воложинском районе Минской области Белоруссии. Входит в состав Воложинского сельсовета (до 2013 года входила в состав Узболотского сельсовета).

## Этимология
Топоним «Дайнова» является названием-этнонимом: дайнова — одна из этнических групп балтийского (литовского) населения; дайна — литовские народные песни. На территории Белоруссии от данного этнонима произошли пять топонимов

## География
Деревня расположена в 21 км на запад от Воложина и в 8 км от ж/д станции Воложин (линия Молодечно — Лида), в 83 км от Минска.
Планировку Дайновы составляет вытянутая, плавно изогнутая улица, ориентированная меридионально. Для двухсторонней, плотной застройки характерны традиционные деревянные дома усадебного типа. Хозяйственный сектор расположен на северо-восточной и северо-западной окраинах деревни. 

## История
В 1895 году в деревне открыли школу грамоты. Согласно переписи 1897 года Дайнова относилась к Забрезской волости Ошмянского уезда Виленской губернии. В 1904 году уже была селом и носила название Великая Дайнова.
С 1921 года по ноябрь 1939 года Дайнова находилась в составе Польши. В ноябре 1939 года деревня вошла в состав БССР. 12 октября 1940 года вошла в состав Узболотского сельсовета Воложинского района Барановичской области.
Во время Великой Отечественной войны Дайнова была оккупирована немецко-фашистскими войсками с 25 июня 1941 года по 5 июля 1944 года. 58 жителей деревни сражались на фронтах и в партизанских соединениях, 17 из них погибли.
С 20 сентября 1944 года деревня была в составе Молодечненской области. Колхоз имени В. И. Ленина, созданный в деревне уже в октябре 1950 года, находился на обслуживании Воложинской МТС. С 20 января 1960 года Дайнова числилась уже в составе Минской области. В 1982 году деревня вошла в состав колхоза «Заря», центром которого являлась деревня Дубина Боярская. В 1990-е годы в Дайнове были расположены свиноферма и ферма крупного рогатого скота, конюшня, зернохранилище, крытый ток, магазин.
До 28 мая 2013 года входила в состав Узболотского сельсовета.
Деревня является родиной учёного в области физикохимии торфа, академика НАН Беларуси, доктора технических наук, профессора, заслуженного деятеля науки и техники Белоруссии И. И. Лиштвана (1932—2023).

## Население
- 1897 год — 368 человек, 55 дворов[1]
- 1904 год — 447 человек[1]
- 1921 год — 557 человек, 95 дворов[1]
- 1940 год — 716 человек, 112 дворов[1]
- 1959 год — 584 человека[1]
- 1994 год — 268 человек, 121 двор[1]
- 2008 год — 152 человека, 87 хозяйств[1]

## Комментарии
1. ↑  Название и ударение даны по: Назвы населеных пунктаў Рэспублікі Беларусь: Мінская вобласць: нарматыўны даведнік / І. А. Гапоненка і інш.; пад рэд. В. П. Лемцюговай. — Минск: Тэхналогія, 2003. — С. 136.